# Nußdorf (Bawaria)
Nußdorf, Nußdorf im Chiemgau – miejscowość i gmina w południowo-wschodnich Niemczech, w kraju związkowym Bawaria, w rejencji Górna Bawaria, w regionie Südostoberbayern, w powiecie Traunstein. Leży około 5 km na północny zachód od Traunsteinu, przy drodze B299.

## Dzielnice
Dzielnicami w gminie są: Aiging, Hartmann, Herbsdorf, Litzlwalchen, Mögstetten, Mühlthal, Ruhpoint, Sondermoning, Wang i Weiderting.

## Demografia
Dane o ludności z 31 grudnia 2008:
| Opis                                | Ogółem | Ogółem | Kobiety | Kobiety | Mężczyźni | Mężczyźni |
| ----------------------------------- | ------ | ------ | ------- | ------- | --------- | --------- |
| Jednostka                           | osób   | %      | osób    | %       | osób      | %         |
| Populacja                           | 2439   | 100    | 1233    | 50,55   | 1206      | 49,45     |
| Wiek przedprodukcyjny (0–17 lat)    | 480    | 19,68  | 246     | 10,09   | 234       | 9,59      |
| Wiek produkcyjny (18–65 lat)        | 1507   | 61,79  | 748     | 30,67   | 759       | 31,12     |
| Wiek poprodukcyjny (powyżej 65 lat) | 452    | 18,53  | 239     | 9,8     | 213       | 8,73      |

## Polityka
Wójtem gminy jest Johann Gnadl z CSU, rada gminy składa się z 14 osób.
|      | CSU | UWG | BL | Razem |
| 2008 | 6   | 4   | 4  | 14    |
| 2002 | 7   | 7   | -  | 14    |

## Oświata
W gminie znajduje się przedszkole oraz szkoła podstawowa (99 uczniów w roku szkolnym 2009/2010).